# Граф де Саррия

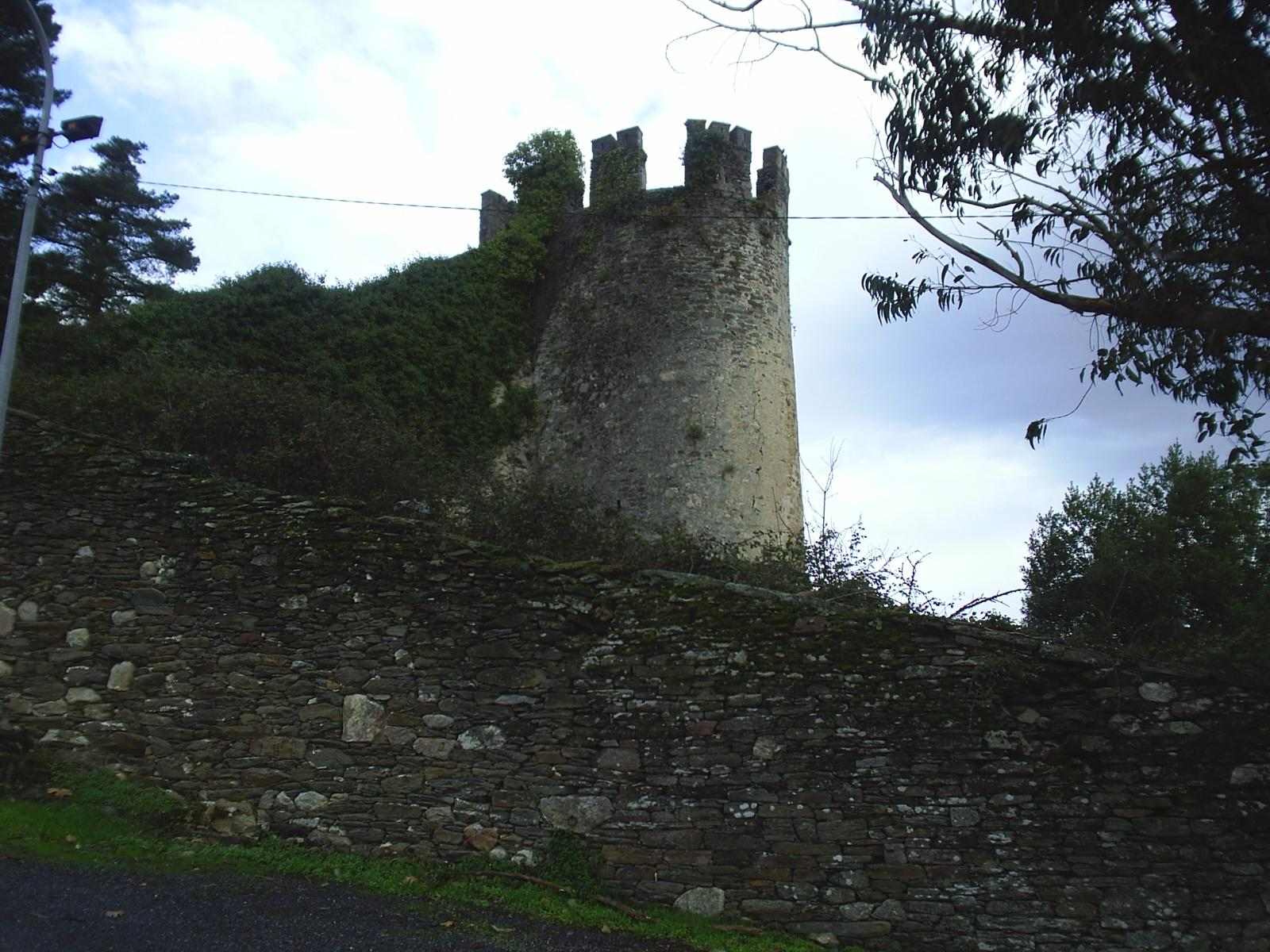
Башня в замке Саррия (провинция Луго)

Герб Педро Энрикеса де Кастилья и его сына Фадрике

Граф де Саррия — угасший испанский дворянский титул. Он был создан в начале XIV века королем Кастилии Альфонсо XI для леонского магната Альвара Нуньеса Осорио (ум. 1329), который получил титулы графа де Лемос, Трастамара и Саррия.
Название титула происходит от названия города Саррия в провинции Луго (Галисия).

## История
Согласно испанскому историку Франсиско де Мохо и Монтолиу, король Кастилии Альфонсо XI в 1325 году создал титулы 1-го графа Трастамара, Лемоса и Саррия для Альвара Нуньеса Осорио, сына леонского магната Альвара Родригеса Осорио, сеньора де Вильяорнате, и Эльвиры Нуньес. По мнению других историков, Альвар Нуньес Осорио получил графский титул в 1327 году. Но в 1329 году он был убит по приказу короля Кастилии Альфонсо XI, а все его титулы и владения конфискованы в пользу короны.
Согласно Гонсалу Креспо, в 1345 году кастильский король Альфонсо XI предоставил графства Трастамара, Лемос и Саррия своему внебрачному сыну Энрике де Трастамара (1334—1379). Энрике вел борьбу за королевским трон со своим сводным братом, королем Педро I Жестоким. В 1369 году Энрике, граф де Трастамара, одержал победу над Педро Жестоким и занял кастильский королевский престол под именем Энрике II (1369—1379).
В июне 1360 года во время Гражданской войны король Кастилии Педро I Жестокий, конфисковавший владения Энрике де Трастамары, передал виллы Саррия, Отеро-де-Рей и Сан-Хулиан, принадлежавшие его сводному брату, графу де Трастамара, своего стороннику Фернану Руису де Кастро (ум. 1377), который получил во владение графства Лемос, Трастамара и Саррия.
В 1371 году, по мнению большинства историков, король Кастилии Энрике II назначил своего племянника Педро Энрикеса де Кастилья (ок. 1355—1400), внебрачного сына Фадрике Альфонсо Кастильского, магистра Ордена Сантьяго, и внук короля Альфонсо XI, новым графом де Трастамара, Лемос и Саррия. Другие историки считают, что это произошло в 1367 или в 1370 году.
2 мая 1400 года после смерти Педро Энрикеса его владения унаследовал его сын Фадрике Энрикес де Кастилья (1388—1430). 22 мая того же года король Кастилии Энрике III утвердил за Фадрике титулы графа Трастамара, Лемос и Саррия. В 1423 году Фадрике Энрикес де Кастилья получил от короля титул 1-го герцога де Архона. В 1429 году по приказу короля Фадрике Энрикес де Кастилья был арестован, лишен всех своих титулов и владений. В марте следующего 1430 года Фадрике Энрикес де Кастилья скончался в заключении в замке Пеньяфьель.

## Графы де Саррия
- Альвар Нуньес Осорио (? — 1329), сын Альвара Родригеса Осорио, сеньор де Кабрера и Рибера, майордом (дворецкий) короля Альфонсо XI. Был лишен владений и убит по приказу короля Кастилии Альфонсо XI, который передал его удел своему бастарду Энрике.
- Энрике де Трастамара (1334—1379), незаконнорождённый сын короля Кастилии Альфонса XI и его любовницы Леонор де Гусман. Вел борьбу за корону со своим сводным братом Педро I Жестоким и занимал королевский престол Кастилии под именем Энрике II (1366—1367, 1369—1379).
- Фернан Руис де Кастро (? — 1377), сын Педро Фернандеса де Кастро (? — 1343), граф де Трастамара, Лемос и Саррия.
- Бертран Дюгеклен (1320—1380), коннетабль Франции (1370—1380), получил от короля Кастилии Энрике II титулы герцога де Молина и Сория в 1371 году.
- Педро Энрикес де Кастилья (ок. 1355—1400), граф де Трастамара, Лемос, Саррия и Вьяна-дель-Больо, констебль Касталии. Внебрачный сын инфанта Фадрике Альфонсо Кастильского (1334—1358) и кастильской дворянкой Леонор де Ангуло де Кордоба.
- Фадрике Энрикес де Кастилья (1388—1430), сын и наследник предыдущего. В 1423 году получил титул 1-го герцога де Архона. В 1429 году был лишен всех титулов и владений, а в следующем году скончался в заключении. Конфискованные владения, в том числе и Саррия, были возвращены в состав королевского домена.